# Golama Brestnica
Golama Brestnica (bułg. Голяма Брестница) – wieś w Bułgarii, w obwodzie Łowecz, w gminie Jabłanica. Według danych szacunkowych Ujednoliconego Systemu Ewidencji Ludności oraz Usług Administracyjnych dla Ludności, 15 września 2022 roku miejscowość liczyła 146 mieszkańców.